# Magirus
Magirus GmbH je nemški proizvajalec tovornjakov s sedežem v Ulmu. Podjetje je leta 1866 ustanovil Conrad Dietrich Magirus, sprva je proizvajal gasilna vozila. V 1910 se je začela proizvodnja tovornjakov in avtobusov. Podjetje je tudi izumilo vrtljivo lestev imenovano Magirus Leiter, ki je kmalu postala standard na gasilskih vozilih. 
Starševsko podjetje Magirusa je bil Klöckner Humboldt Deutz AG, ki je bil tudi lastnik proizvajalca motorjev Deutz - tako so imeli nekateri tovornjaki s temi motorji oznako "Magirus Deutz". V logotipu Magirus Deutz je upodobljena Ulm-ska katedrala.
Leta 1975 je italijanski Iveco prevzel Magirusa in nekaj časa uporabljal blagovno znamko "Iveco Magirus", kasneje pa jo je skoraj kompletno opustil. 

## Trenutna vozila
- Iveco Magirus Eurocargo
- Iveco Magirus Stralis
- Iveco Magirus Trakker

## Galerija
- Gasilni tovornjak "Bayern" 1923
- Gasilni tovornjak 1961
- Magirus v Sovjetski zvezi
- Iveco Magirus gasilni tovornjak
- Volvo Magirus gasilni tovornjak
- Japonski Hino Motors Magirus gasilni tovornjak
- Italijanski gasilni tovornjak
- Magirus-Deutz tovornjak
- Magirus lestve pred zračno ladjo USS MACON
- Magirus lestve